# سادي أليكساندرو
سادي أليكساندرو (بالإنجليزية: Sadie Alexandru)‏ هي ممثلة أمريكية، ولدت في 2 ديسمبر 1977 في نيويورك في الولايات المتحدة.

## أعمال

### أفلام
- (2009) جيمر[5][6]

### مسلسلات
- ذا فوسترز
- رجال ماد

## وصلات خارجية
- الموقع الرسمي
- سادي أليكساندرو على موقع IMDb (الإنجليزية)
- سادي أليكساندرو على موقع ألو سيني (الفرنسية)
- سادي أليكساندرو على موقع أول موفي (الإنجليزية)
- سادي أليكساندرو على موقع قاعدة بيانات الفيلم (الإنجليزية)
- سادي أليكساندرو على موقع كينوبويسك (الروسية)